# Tore källa

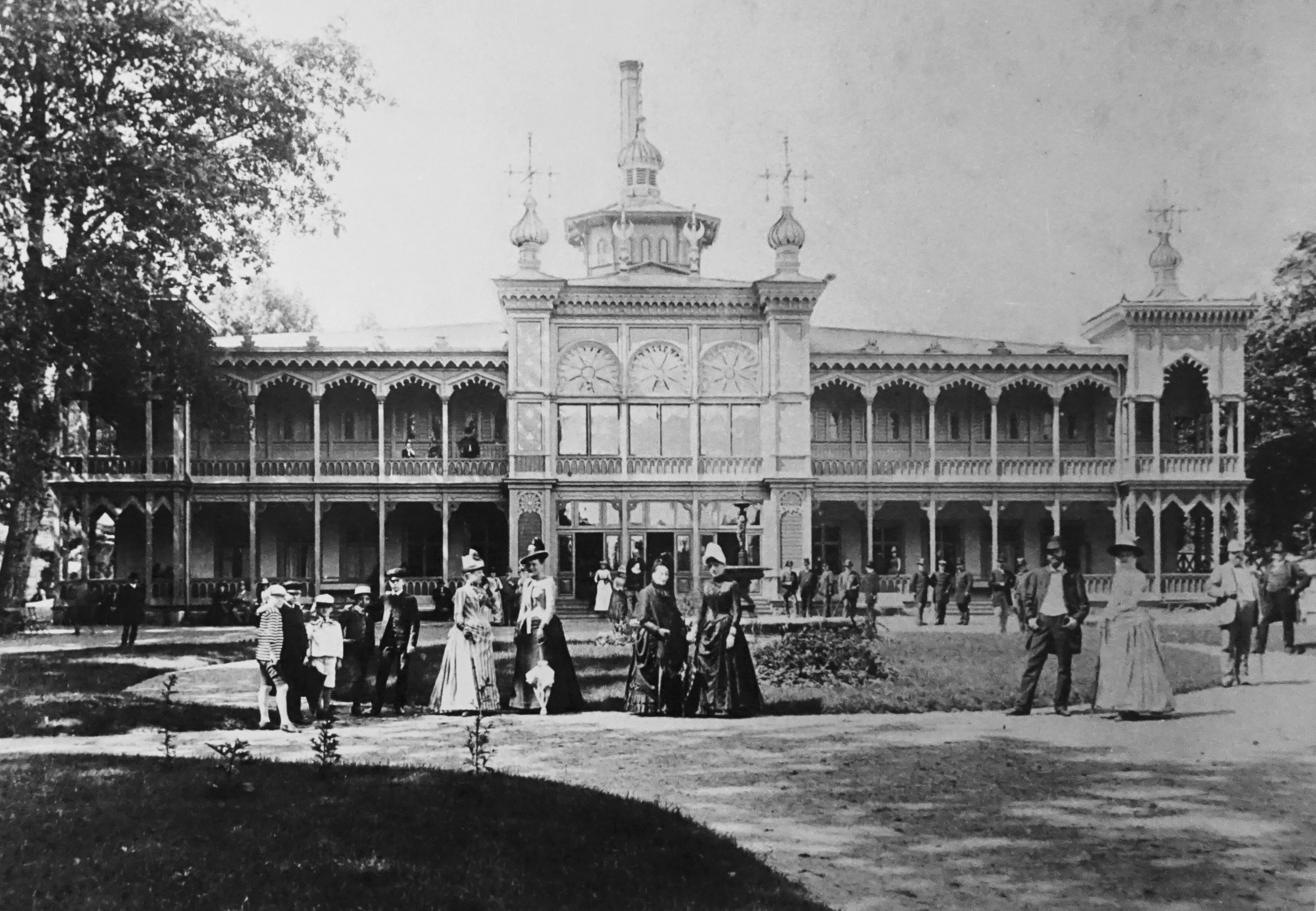
Badhuset på Södertelge Badinrättning hämtade sitt vatten från Tore källa

Tore källa är en hälsobrunn belägen i centrala Södertälje i Södermanland och Stockholms län. Brunnen gav vattnet till Södertelge Badinrättning, och lade grunden till badortstiden i Södertälje.
År 1849 startade en kallvattenkurinrättning i Södertälje. Apotekaren Carl Petter Lidman bjöd in personer att satsa pengar i en kallvattenkuranläggning som använde Tore källas vatten.
En samtida analys av Jöns Jacob Berzelius visade att vattnet från Tore källa hade en ständig temperatur på 5-6 grader, och saknade mineralinnehåll. Berzelius menade att vattnet var ”Ett av de renaste källvatten man kunde träffa på”.